# Alto Douro
De wijnregio Alto Douro (port. voor Hoge Douro) ligt bij de rivier Douro in het noordoosten van Portugal. Het gebied omvat 26 miljoen hectare, ongeveer 10% van het wijngebied bij de Douro. De bekendste wijn die uit het gebied komt is Port. Het gebied omvat 13 gemeenten (concelhos): Mesão Frio, Peso da Régua, Santa Marta de Penaguião, Vila Real, Alijó, Sabrosa, Carrazeda de Ansiães, Torre de Moncorvo, Lamego, Armamar, Tabuaço, San João da Pesqueira en Vila Nova de Foz Côa.

## Werelderfgoed
Op 14 december 2001 werd een gebied van 246 km² tot UNESCO Werelderfgoed verklaard.